# Royal Oak (Nouvelle-Zélande)
Royal Oak est une petite banlieue de la plus grande ville de Nouvelle-Zélande, qu’est Auckland située dans l’Île du Nord.

## Gouvernance
Royal Oak est sous la gouvernance locale du conseil d’Auckland.

## Population
La population de Royal Oak était de 5 421 habitants lors du  recensement de 2006 en Nouvelle-Zélande, en augmentation de 366 personnes par rapport à celui de 2001 .

## Histoire
La banlieue est dénommée d’après l’hôtel Royal Oak, qui était situé sur le rond-point dit Royal Oak Roundabout.
En 1909, l’hôtel perdit sa licence pour vendre de l’alcool.
Pendant de nombreuses années, il fut remplacé par une pharmacie avant d’être utilisé comme les locaux d’une agence immobilière nommée Barfoot & Thompson (en).
Royal Oak fait référence à un arbre, dans lequel Charles II se cacha durant la bataille de Worcester pour éviter la capture.
Dans le milieu du Royal Oak Roundabout était autrefois localisé le Seddon Mémorial, conçu par John Park, un architecte local, qui était aussi maire de Onehunga.
À cette époque la structure fut érigée en mémoire du Premier Ministre Richard Seddon, qui décéda soudainement en activité en 1906.
Richard John Seddon (1845 à 1906) était immensément populaire et il y eut plusieurs monuments pour lui tout autour du pays.
Le monument du Royal Oak était une croix gothique (en) et combinait un abri de tramway, une lampe à gaz d’éclairage standard et une fontaine pour boire.
Au milieu du XXe siècle, il fut décidé que le mémorial faisait obstruction au trafic et il fut retiré en octobre 1947  car le carrefour de Royal Oak dessert 6 routes convergentes mais l’une d’elles avait été fermée dans les années récentes.
Royal Oak devint le site du premier restaurant KFC de Nouvelle-Zélande en 1971 .
Le centre commercial de Royal Oak Mall (en) fut étendu de façon significative en 1980 pour devenir une source importante pour le commerce dans ce secteur.

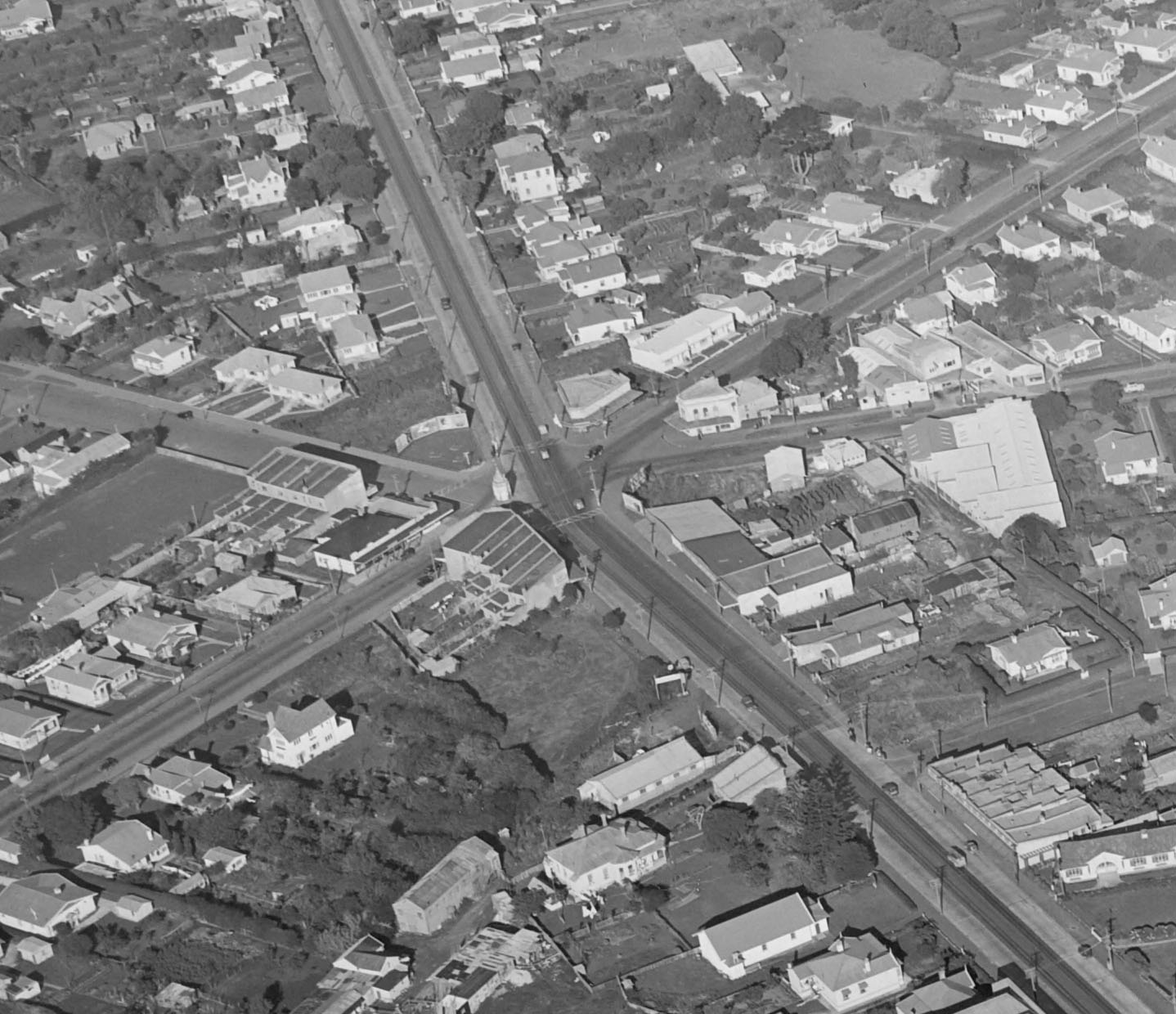
Vue aérienne de l’intersection de Royal Oak prise en mai 1947. Le Mémorial Seddon est visible en son centre

### Zoo Boyd
Royal Oak fut autrefois le domicile du Zoo Boyd, un des plus anciens jardins zoologiques en Nouvelle-Zélande.
Il fut ouvert en 1912 par l’homme d’affaires local et futur maire d’Onehunga, John James Boyd.
Il présenta jusqu’à 600 à 2 000 animaux comprenant plusieurs lions, ours, gloutons, flamants, et autres animaux exotiques.
La plupart des animaux étaient conservés dans de conditions très mauvaises.
Il y avait un abattoir sur le site où des animaux errants locaux, tels que des chevaux ou des chats étaient tués pour nourrir les animaux captifs.
Il y eut souvent des histoires qui parlaient de lions échappés du zoo et rôdant autour dans les rues d'Onehunga.
Toutefois ces rumeurs sont quelque peu erronées et trompeuses.
La première apparition de ce type d’histoire fut publiée dans une série de journaux en 1966.
L’origine la plus probable de l’histoire fut qu’un lionceau en fuite avait pénétré dans l'enclos des vaches avec des veaux lors de la Noël 1917.
Plutôt qu’un lion sauvage errant dans les rues, un petit lionceau fut acculé dans un coin de l'enclos par le troupeau jusqu'à ce qu'il fut attrapé au lasso et ramené dans son enclos.
Bien que le zoo fut populaire auprès des visiteurs, le bruit et l’odeur le rendirent impopulaire pour le voisinage.
Boyd dut s’engager dans une bataille constante avec les conseils locaux pour le fonctionnement du zoo.
Finalement, après plusieurs tentatives pour vendre ses animaux au conseil, le conseil aboutit à un accord avec Boyd : onze lions, six ours et deux loups furent vendus au conseil pour 800 £.
Les animaux furent donnés au zoo d’Auckland nouvellement installé à Western Springs en 1922 ,  ,  .
Sur le site du Zoo Boyd, un hôpital militaire temporaire fut construit pour les marines américains en 1942, avant d’être converti en une école nommée Manukau Intermediate School (maintenant renommée école intermédiaire de Royal Oak (en)).

## Éducation
Le secteur est desservi par plusieurs écoles d’état secondaires comprenant:
Auckland Grammar School, 
collège de One Tree hill (en), 
St Peter's College, 
école secondaire de Onehunga, et 
collège Marcellin (en).

## Autres lectures
- (en) Lisa J. Truttman, The zoo war : J.J. Boyd's Aramoho and Royal Oak zoos, 1908-1922, Auckland, N.Z, L.J. Truttman, 2008